# SheBelieves Cup 2020
Navigation
Édition précédente Édition suivante
La SheBelieves Cup 2020  est la cinquième édition de la SheBelieves Cup, un tournoi de football féminin sur invitation qui se déroule aux États-Unis. Il a lieu du 5 au 11 mars 2020.

## Équipes
| Équipe     | Classement FIFA (Décembre 2019) |
| ---------- | ------------------------------- |
| États-Unis | 1                               |
| Angleterre | 6                               |
| Japon      | 10                              |
| Espagne    | 13                              |

## Format
Les quatre équipes invitées jouent un tournoi sous le format d'une poule unique.
Les points gagnés dans la phase de poule suivent la formule standard de trois points pour une victoire, un point pour un match nul et zéro point pour une défaite.

## Classement final
| Rang | Équipe     | Pts | J | G | N | P | Bp | Bc | Diff |
| ---- | ---------- | --- | - | - | - | - | -- | -- | ---- |
| 1    | États-Unis | 9   | 3 | 3 | 0 | 0 | 6  | 1  | +5   |
| 2    | Espagne    | 6   | 3 | 2 | 0 | 1 | 4  | 2  | +2   |
| 3    | Angleterre | 3   | 3 | 1 | 0 | 2 | 1  | 3  | -2   |
| 4    | Japon      | 0   | 3 | 0 | 0 | 3 | 2  | 7  | -5   |

## Résultats
| 5 mars 2020         | Espagne                         | 3 - 1   | Japon        | Exploria Stadium, Orlando, Floride                 |                                                    |
| 16 h 15 (UTC−05:00) | Putellas 8e · L. García 48e 78e | (1 - 1) | 44e Iwabuchi | Spectateurs : 7 528 Arbitrage : Ekaterina Koroleva | Spectateurs : 7 528 Arbitrage : Ekaterina Koroleva |
| 16 h 15 (UTC−05:00) | (Rapport)                       |         |              | Spectateurs : 7 528 Arbitrage : Ekaterina Koroleva | Spectateurs : 7 528 Arbitrage : Ekaterina Koroleva |

| 5 mars 2020         | États-Unis            | 2 - 0   | Angleterre | Exploria Stadium, Orlando, Floride               |                                                  |
| 19 h 00 (UTC−05:00) | Press 53e · Lloyd 55e | (0 - 0) |            | Spectateurs : 16 531 Arbitrage : Odette Hamilton | Spectateurs : 16 531 Arbitrage : Odette Hamilton |
| 19 h 00 (UTC−05:00) | (Rapport)             |         |            | Spectateurs : 16 531 Arbitrage : Odette Hamilton | Spectateurs : 16 531 Arbitrage : Odette Hamilton |

| 8 mars 2020         | Japon     | 0 - 1   | Angleterre | Red Bull Arena, Harrison, New Jersey                |                                                     |
| 14 h 15 (UTC−05:00) |           | (0 - 0) | 84e White  | Spectateurs : 14 758 Arbitrage : Ekaterina Koroleva | Spectateurs : 14 758 Arbitrage : Ekaterina Koroleva |
| 14 h 15 (UTC−05:00) | (Rapport) |         |            | Spectateurs : 14 758 Arbitrage : Ekaterina Koroleva | Spectateurs : 14 758 Arbitrage : Ekaterina Koroleva |

| 8 mars 2020         | États-Unis | 1 - 0   | Espagne | Red Bull Arena, Harrison, New Jersey          |                                               |
| 17 h 00 (UTC−05:00) | Ertz 87e   | (0 - 0) |         | Spectateurs : 26 500 Arbitrage : Katia García | Spectateurs : 26 500 Arbitrage : Katia García |
| 17 h 00 (UTC−05:00) | (Rapport)  |         |         | Spectateurs : 26 500 Arbitrage : Katia García | Spectateurs : 26 500 Arbitrage : Katia García |

| 11 mars 2020        | Angleterre | 0 - 1   | Espagne      | Toyota Stadium, Frisco, Texas                    |                                                  |
| 16 h 15 (UTC−06:00) |            | (0 - 0) | 83e Putellas | Spectateurs : 10 507 Arbitrage : Danielle Chesky | Spectateurs : 10 507 Arbitrage : Danielle Chesky |
| 16 h 15 (UTC−06:00) | (Rapport)  |         |              | Spectateurs : 10 507 Arbitrage : Danielle Chesky | Spectateurs : 10 507 Arbitrage : Danielle Chesky |

| 11 mars 2020        | États-Unis                         | 3 - 1   | Japon        | Toyota Stadium, Frisco, Texas                   |                                                 |
| 19 h 00 (UTC−06:00) | Rapinoe 7e · Press 26e · Horan 83e | (2 - 0) | 58e Iwabuchi | Spectateurs : 19 096 Arbitrage : Melissa Borjas | Spectateurs : 19 096 Arbitrage : Melissa Borjas |
| 19 h 00 (UTC−06:00) | (Rapport)                          |         |              | Spectateurs : 19 096 Arbitrage : Melissa Borjas | Spectateurs : 19 096 Arbitrage : Melissa Borjas |